# 邱烽堯
邱烽堯（1973年10月03日—），台灣中國國民黨籍政治人物，生於新北市中和區，現任新北市議員。其父邱垂益曾任2006年第八屆中和市市長、2010年第一屆中和區派任區長（2010年12月25日台北縣升格為直轄市，更名為新北市，改為市轄區）。
2019年他在國民黨中和選區立委初選中勝出，獲提名參選立法委員。但其後該選區由時任民進黨籍立委江永昌當選。

## 選舉紀錄
| 年度 | 選舉屆數             | 選舉區           | 所屬政黨   | 得票數 | 得票率 | 當選標記 | 備註 |
| ---- | -------------------- | ---------------- | ---------- | ------ | ------ | -------- | ---- |
| 2010 | 第一屆新北市議員選舉 | 新北市第五選舉區 | 中國國民黨 | 17,604 | 7.62%  |          |      |
| 2014 | 第二屆新北市議員選舉 | 新北市第五選舉區 | 中國國民黨 | 28,764 | 13.99% |          |      |
| 2018 | 第三屆新北市議員選舉 | 新北市第五選舉區 | 中國國民黨 | 30,529 | 14.14% |          |      |
| 2020 | 第十屆立法委員選舉   | 新北市第八選舉區 | 中國國民黨 | 95,471 | 44.60% |          |      |
| 2022 | 第四屆新北市議員選舉 | 新北市第六選舉區 | 中國國民黨 | 24,932 | 12.80% |          |      |

## 爭議
2020年中華民國立法委員選舉期間，邱烽堯的競選團隊以中國國民黨不分區政黨票的9號，中國國民黨總統參選人韓國瑜的2號，以及邱烽堯競選號次的1號並列在宣傳文宣中，呼籲選民「記住這組密碼，1/11讓我們投出一個大震撼！」慘遭許多網友留言砲轟邱烽堯是在921大地震受災戶的傷口上撒鹽。對此，邱烽堯澄清兩者並無關聯，他認為「921」是希望藉由政治翻轉大中和地區，九二共識才是大家的共識。

## 外部連結
- 新北市議會邱烽堯 （页面存档备份，存于）
- 邱烽堯的Facebook專頁